# Куенсел
«Куенсел» (англ. Kuensel) — первая газета в королевстве Бутан. Первоначально Kuensel являлся официальным правительственным бюллетенем (выпускался с 1967 года) и лишь в 1986 году был преобразован в ежедневную газету. До апреля 2006 года — единственная газета в стране (30 апреля 2006 года был выпущен первый номер Bhutan Times — второй газеты в королевстве и первой частной газеты).
В 1992 году изданием управляет корпорация «Куенсел», которая формально независима от государственных органов. Тем не менее газета продолжает получать государственные субсидии.
В настоящее время газета выходит с периодичностью два раза в неделю на трёх официальных языках королевства: дзонгка, английском и непали. На дзонг-кэ и английском газета выходит на 16 страницах, на непали — на 12 страницах. Тексты статей, публикуемых в «Куенсел», полностью доступны в интернет-версии.
Девиз — Kuensel. That the Nation shall be informed.
Главные редакторы:
- Кинли Дорджи (Kinley Dorji; 1986—2009)
- Пхунцо Вангди (Phuntsho Wangdi; с 2009)